# イケメン探偵倶楽部MIT
『イケメン探偵倶楽部MIT』（イケメンたんていくらぶえむあいてぃ、原題：霹靂MIT）は台湾のテレビドラマ。
2008年11月7日から2009年2月20日まで台湾の民視で放送された。日本では2010年5月22日から2010年10月30日までDATVで放送された。全24話。
飛輪海（フェイルンハイ）の炎亞綸（アーロン）が初主演した、学園ミステリードラマ。

## キャスト
| 役名                                                        | 俳優名                        |
| ----------------------------------------------------------- | ----------------------------- |
| ジャン・シードゥー/コードネーム：7 （詹士德/ID：007）       | 炎亞綸 （アーロン、飛輪海）   |
| リー・シャオシン/コードネーム：天魔星 （李曉星/ID：天魔星） | 呉映潔 （ウー・インジエ）     |
| ホワン・フイホン/コードネーム：747 （黃輝宏/ID：747）       | 黃鴻升 （エイリアン・ホァン） |
| チェン・フーハオ/コードネーム：187 （錢富豪/ID：187）       | 陸廷威 （ルー・ティンウェイ） |
| ルー・クーイン （陸克英）                                   | 張善傑 （チャン・シャンジエ） |
| タオ先生/コードネーム：チェリー先生 （陶美人/Cherry老師）   | 范瑋琪 （ファン・ウェイチー） |
| ルー・ヤーチー/天使先生 （陸雅琪/天使老師）                 | 田麗 （ティエン・リー）       |
| タオ学長 （陶英明）                                         | 洪都拉斯 （ホンジュラス）     |

## スタッフ
- 監督 - 林清振（リン・チンジェン）
- 脚本 - 陳惠真（チェン・フイジェン）、謝叔芳（シエ・シューファン）

## 主題歌
オープニングテーマ
- 『動脈』

歌 - 飛輪海（フェイルンハイ）
エンディングテーマ
- 『熱血精神』

歌 - 范瑋琪（ファン・ウェイチー）

## ソフトウェア

### DVD
販売元：エスピーオー
- 「イケメン探偵倶楽部MIT DVD-BOXI」（2010年8月4日）
- 「イケメン探偵倶楽部MIT DVD-BOXII」（2010年9月3日）

## 日本国内放送局
| 放送地域 | 放送局   | 放送期間                     | 放送日時                     | 放送系列  |
| -------- | -------- | ---------------------------- | ---------------------------- | --------- |
| 日本全域 | DATV     | 2010年5月22日 - 10月30日     | 毎週土曜 14時00分 - 15時00分 | CS放送    |
| 日本全域 | BS日テレ | 2010年7月29日 - 2011年1月6日 | 毎週木曜 23時00分 - 23時54分 | BS放送    |
| 京都府   | KBS京都  | 2011年1月28日 - 7月8日       | 毎週金曜 23時00分 - 23時55分 | 独立UHF局 |